# Casos do Romualdo
Casos do Romualdo é a última obra de João Simões Lopes Neto, escrita em 1914, dois anos antes de sua morte.

## A obra
Casos do Romualdo reúne vinte e um exemplares dos chamados causos gauchescos, histórias curtas inventadas e inverossímeis que fazem parte da cultura gaúcha tradicional, tanto que nos dias de hoje se realizam festivais onde se premiam os melhores contadores de causos.
Os deste livro são criação de um personagem que realmente existiu, o engenheiro Romualdo de Abreu e Silva (ver a seguir). O mérito de Simões Lopes Neto não está, pois, em haver criado as histórias, mas, a exemplo de Lendas do Sul, o de lhe haver dado forma literária com o estilo marcadamente seu.
Costuma-se comparar Casos do Romualdo com As Aventuras do Barão de Münchhausen, mas Augusto Meyer descarta a influência direta. Profundo conhecedor da cultura gaúcha, Meyer não ignorava o gosto de Simões Lopes Neto em frequentar os galpões de estância, onde os gaúchos, reunidos em volta do fogo e tomando chimarrão, se entretinham contando histórias inventadas ou verdadeiras.

## Romualdo de Abreu e Silva
Contemporâneo de Simões Lopes Neto, Romualdo de Abreu e Silva nasceu no seio de tradicional família gaúcha e residiu grande parte de sua vida em Pelotas, onde trabalhou como engenheiro do Município e depois como fiscal do imposto de consumo. Vários prédios tradicionais de Pelotas foram construídos por ele, inclusive o da Prefeitura Municipal.
Como atesta um sobrinho, o desembargador Florêncio de Abreu, Romualdo era dotado de grande imaginação e veia inventiva. Presença marcante, por sua altura, basta cabeleira branca e barba à Deodoro, sempre trajando sobrecasaca preta e cartola, acabava por sobressair nas rodas sociais, onde narrava, para gosto geral, os seus casos.
Morreu em Porto Alegre, em 1917.

## Recuperação da obra
Após a morte de Simões Lopes Neto, sua viúva, Francisca Meireles Simões Lopes, deu os originais de Casos do Romualdo como perdidos.
A obra somente foi recuperada graças ao trabalho de pesquisa do escritor Carlos Reverbel e de um amigo de Simões Lopes Neto, Francisco Cardoso. No sótão de um casarão abandonado, encontraram um volume encadernado do jornal Correio Mercantil, contendo vinte e um exemplares publicados em junho de 1914. Neles estava o texto completo da obra, que fora originalmente publicado em folhetins no referido jornal, fato que a viúva ignorava.
Carlos Reverbel fez uma cópia datilografada dos vinte e um folhetins, material que serviu de base para a edição que a Editora Globo publicou em 1952.